# 上田和夫 (ドイツ文学者)
上田 和夫（うえだ かずお、1943年3月24日 - ）は、日本のドイツ文学者。福岡大学人文学部名誉教授。専門はドイツ語学、ドイツ文学、フランツ・カフカ、イディッシュ語、イディッシュ文学。

## 人物
京都府出身。高知大学文理学部文学科卒業。東京大学大学院人文科学研究科独語独文学専攻修士課程修了。大学院在学中、山下肇の講義でカフカの日記を読んだことからイディッシュ語に関心を持ち始める。
1971年から1972年までと、1983年から1984年までの二度にわたってイスラエルのヘブライ大学イディッシュ文学科に留学。帰国後に高知大学教授を経て福岡大学教授。1996年にはオーストリアのウィーン大学に留学。2012年退任、名誉教授。
日本におけるイディッシュ語研究の権威として世界的にも広くその名を知られる。また日本では数少ないラディーノ語（ユダヤ・スペイン語、ジュデズモ語）の専門家でもある。

## 著書
- 『イディッシュ語文法入門』大学書林、1985年
- 『ユダヤ人』講談社、1986年 ISBN 4061488341
- 『イディッシュ語常用6000語』大学書林、1993年 ISBN 4475011957
- 『イディッシュ語読本』大学書林、1995年 ISBN 4475018153
- 『イディッシュ文化』三省堂、1996年
- 『イディッシュ文化─東欧ユダヤ人のこころの遺産』三省堂、1996年 ISBN 4385357552
- 『イディッシュ語会話練習帳』大学書林、1996年 ISBN 4475012988
- 『ユダヤ・スペイン語基礎1500語』大学書林、1999年 ISBN 4475011205
- 『エクスプレス イディッシュ語』白水社、2000年 ISBN 4560005478
- 『イディッシュ語辞典』大学書林、2010年

## 訳書
- アイザック・シンガー『ヤギと少年』郁文堂、1991年 ISBN 4261010402
- ジャン・ボームガルテン『イディッシュ語』白水社、1996年 ISBN 4560057842